# Rippenfarne
Die Rippenfarne (Blechnum) sind eine Pflanzengattung in der Familie der Rippenfarngewächse (Blechnaceae). Die etwa 200 Arten kommen überwiegend pantropisch vor, wobei der Verbreitungsschwerpunkt auf der Südhalbkugel liegt.

## Beschreibung

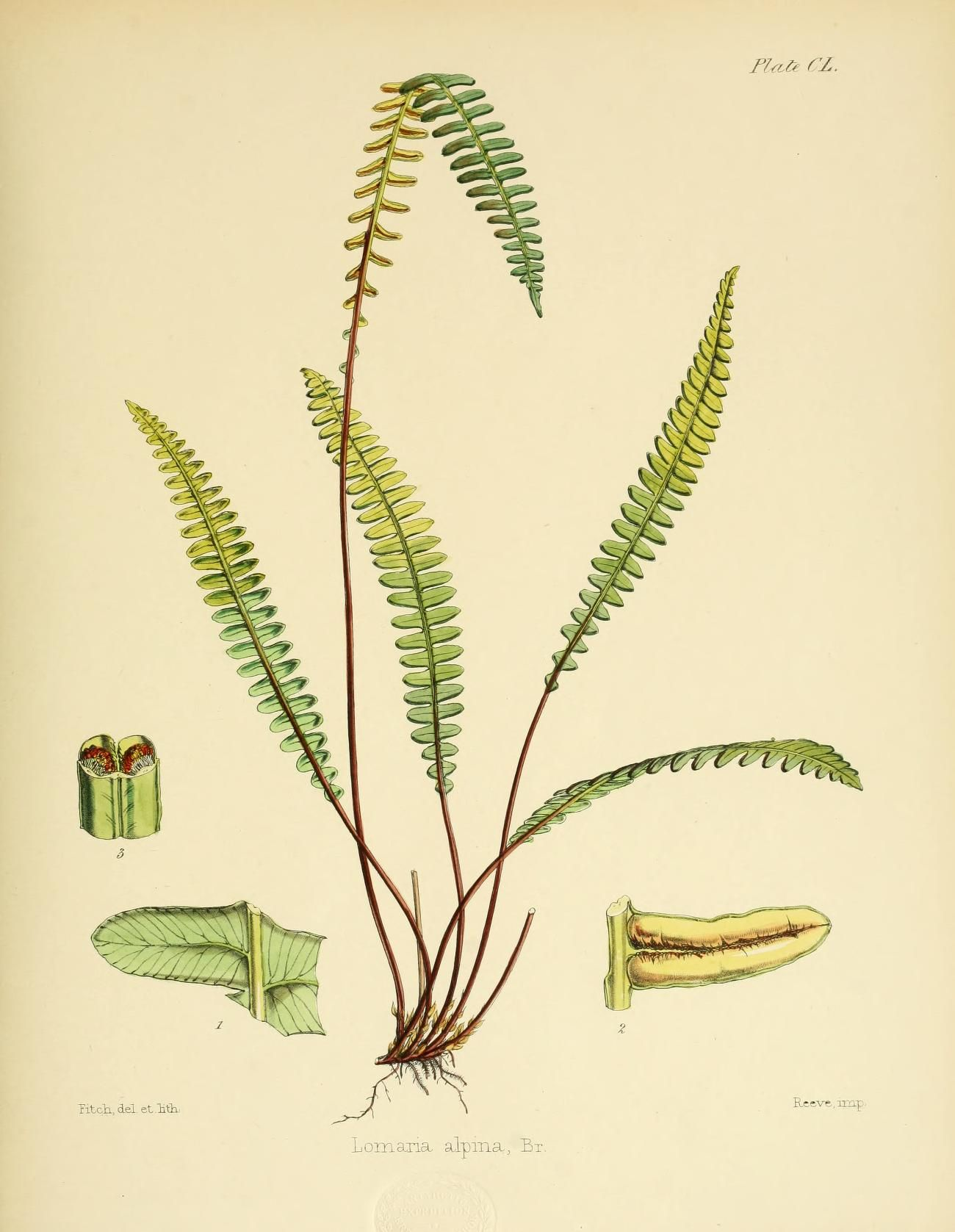
Illustration von Blechnum penna-marina (Syn.: Austroblechnum penna-marina)

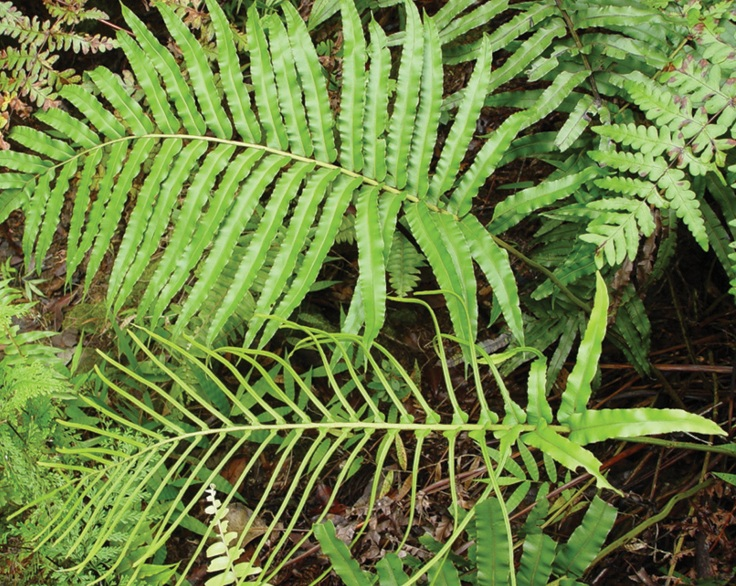
Beispiel der zweigestaltigen Wedeln an Blechnum pacificum: Der obere Wedel ist infertil während der untere fertil ist

Rippenfarn-Arten wachsen als mäßig große bis große ausdauernde krautige Pflanzen terrestrisch oder lithophytisch, selten epiphytisch. Sie bilden ein aufrechtes, aufsteigendes oder kriechendes, selten auch kletterndes, dünnes bis kräftiges Rhizom, welches dicht mit Schuppen bedeckt ist. Die braunen bis dunkelbraunen oder schwarzen Schuppen an den Rhizomen sind meist ganzrandig und lanzettlich.
An den Enden der Rhizome stehen büschelartig angeordnet die langstieligen Wedel, welche einheitlich oder zweigestaltig (Dimorphismus) sein können. Die kräftigen Wedelstiele sind an der Basis beschuppt, weisen darüber aber keine Schuppen mehr auf. Die gefiederten Wedel enthalten Paare an Fiederblättchen sowie ein einzelnes Fiederblatt am oberen Ende der Wedelachse. Die ledrigen Fiederblättchen sind meist linealisch und haben ganze oder gesägte Ränder. Die Fiederblättchen an der Wedelbasis sind zurückgebildet und ähneln Blattöhrchen. Das Fiederblatt an der Wedelspitze gleicht den anderen Fiederblättchen und ist ganzrandig.
Die linealisch geformten Sori bedecken die Unterseite der Fiederblättchen. Das Indusium ist an der Naht angewachsen und zeigt in Richtung des Mittelnerves. Die elliptischen Sporen sind meist glatt und weisen ein Perispor auf.
Die Chromosomengrundzahl beträgt x = 28, 29, 31, 32, 34, 36 und 37.

## Systematik und Verbreitung

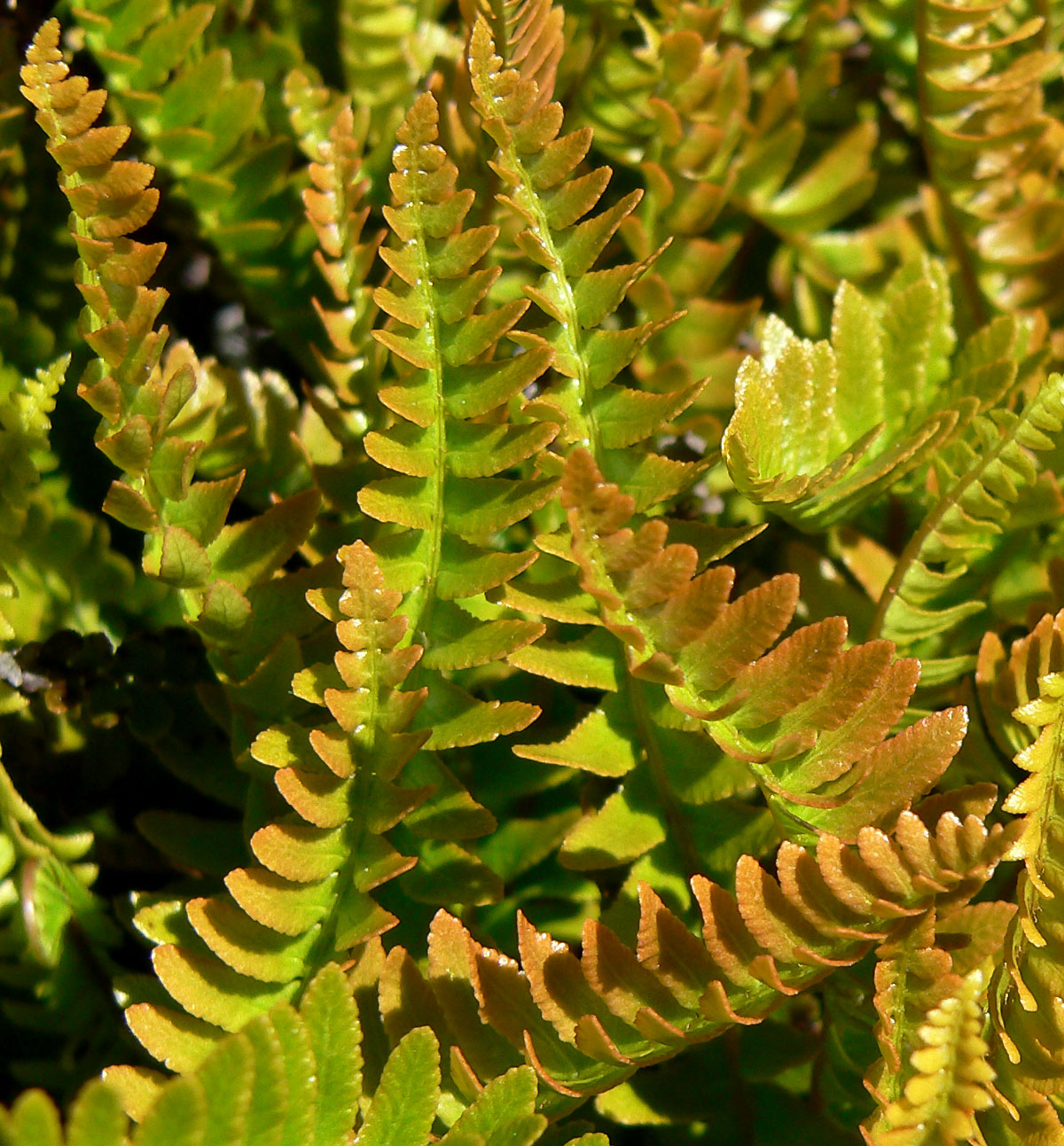
Blechnum microphyllum

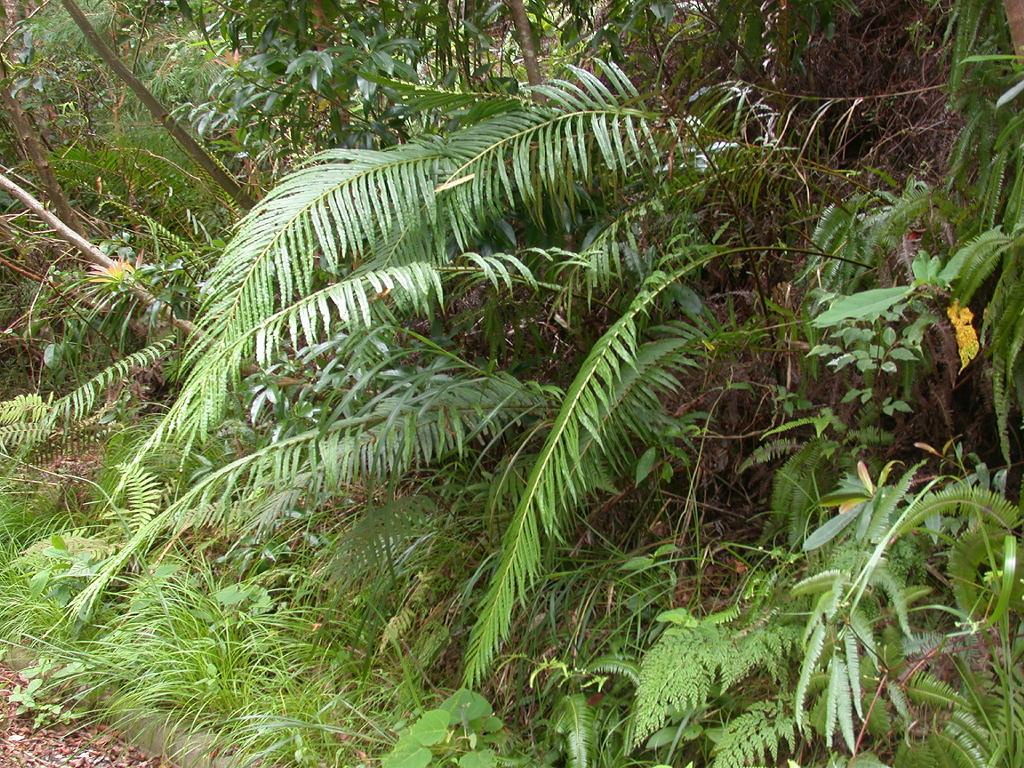
Blechnum orientale (Syn.: Blechnopsis orientalis)

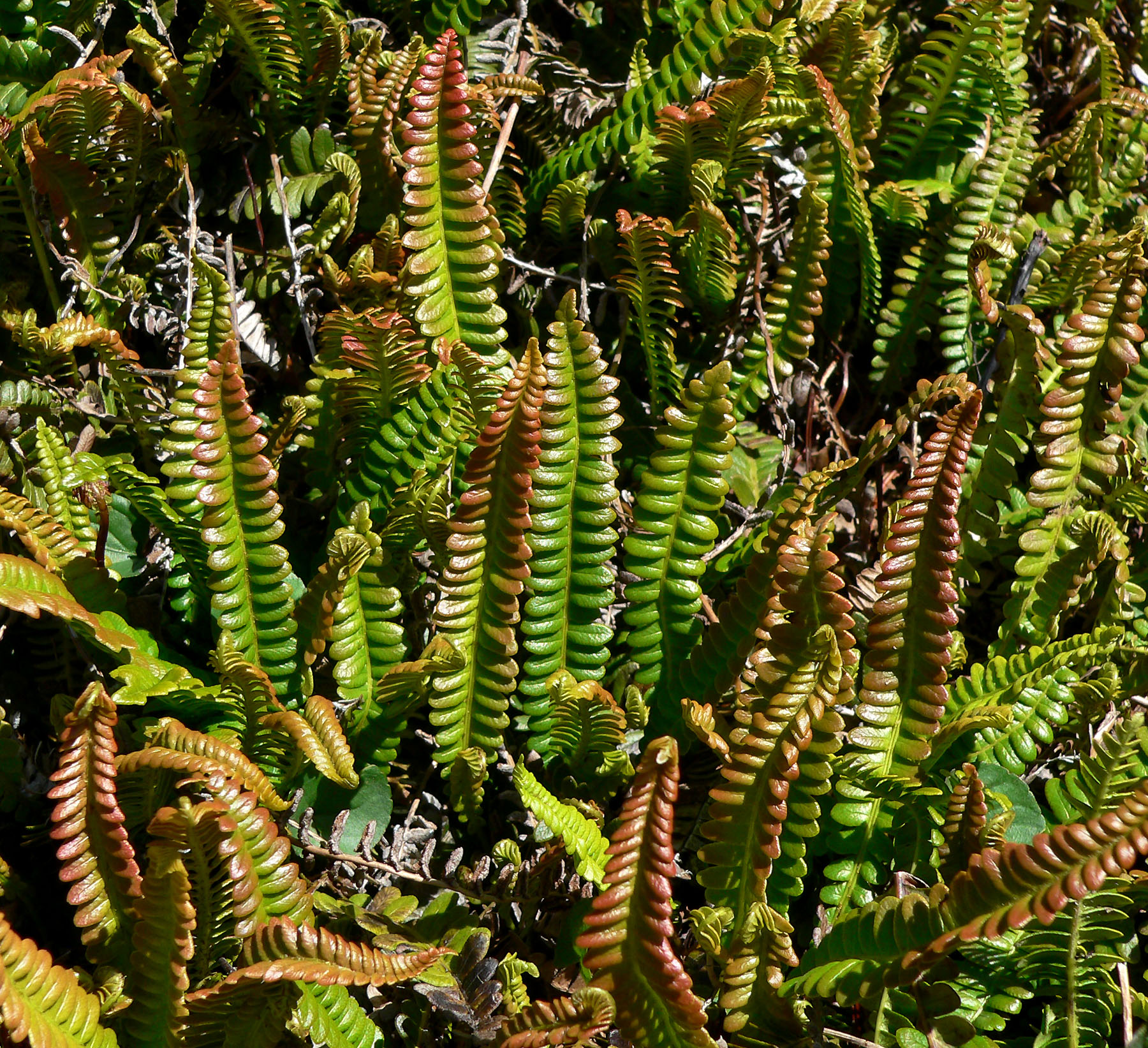
Blechnum penna-marina (Syn.: Austroblechnum penna-marina)

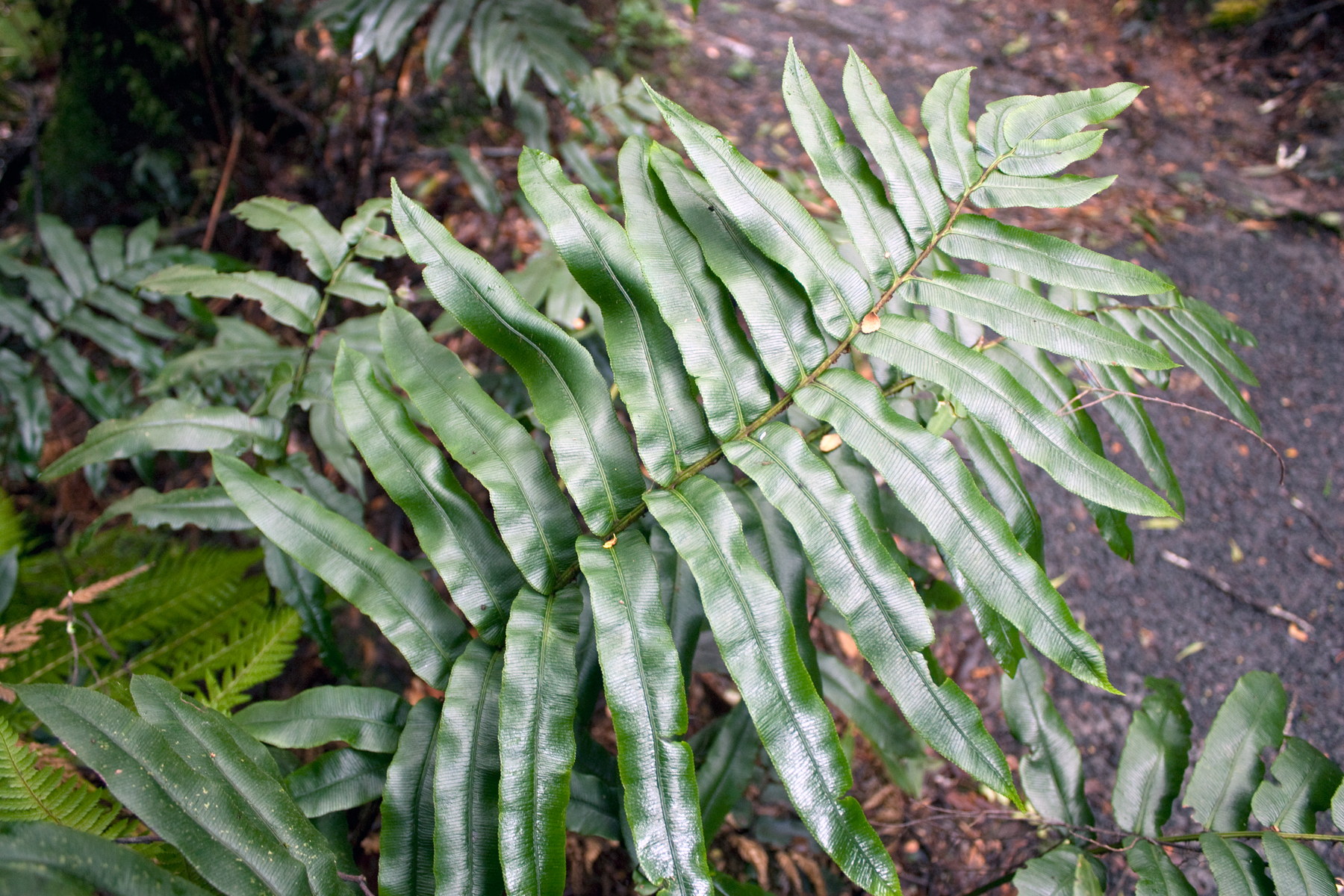
Blechnum wattsii

Die Gattung Blechnum wurde im Jahr 1753 durch Carl von Linné in Species Plantarum, Band 2, Seite 1077 aufgestellt. Die Typusart ist Blechnum occidentale L.
Nach André Luís de Gasper et al. 2016 ist die artenreiche Gattung Blechnum s. l.nach molekularen Untersuchungen besser in eine Reihe kleinerer Gattungen aufzulösen: Blechnum L. s. str. (mit der Typusart Blechnum occidentale), Struthiopteris Scop. (mit dem Rippenfarn, Struthiopteris spicant und mit Struthiopteris niponica), Austroblechnum (mit Austroblechnum penna-marina), Parablechnum (mit Parablechnum chilense und Parablechnum cordatum), Neoblechnum (mit Neoblechnum brasiliense), Oceaniopteris (mit Oceaniopteris gibba und Oceaniopteris vittata), Lomaria (mit Lomaria nuda), Lomariocycas (mit Lomariocycas tabularis), Cranfillia (mit Cranfillia fluviatilis) und Blechnopsis (mit Blechnopsis orientalis).
Synonyme für Blechnum L. s. l. sind dann nur noch: Distaxia C.Presl, Lomaridium C.Presl, Lonchitis-aspera Hill ex Farw., Mesothema C.Presl und Orthogramma C.Presl.
Das natürliche Verbreitungsgebiet der Rippenfarn-Arten liegt überwiegend in den pantropischen Regionen der Erde, mit einem Verbreitungsschwerpunkt auf der Südhalbkugel. In den nördlichen gemäßigten Breiten – nördlich bis Skandinavien und Alaska – kommen höchstens drei Arten vor (ohne eingebürgerte und verwilderte).
Es gibt rund 200 Arten der noch unaufgeteilten Gattung Blechnum s. l. Hier eine Auswahl:
- Blechnum appendiculatum Willd.: Sie ist von den südlichen US-Bundesstaaten Texas sowie Florida, über Mexiko bis Panama und die Insel Trinidad bis Kolumbien, Ecuador, Bolivien, Venezuela, Paraguay, Brasilien, Argentinien und Peru weitverbreitet.[6]
- Blechnum areolatum V.A.O.Dittrich & Salino: Sie wurde 2012 aus dem nördlichen Brasilien erstbeschrieben.[7]
- Blechnum australe L.: Sie kommt im südlichen Afrika vor.[8]
- Blechnum lanceola Sw.: Sie kommt in Kolumbien, Bolivien, Peru, Suriname, Brasilien, Argentinien und Paraguay vor.[6]
- Blechnum longipilosum V.A.O.Dittrich & Salino: Sie wurde 2012 aus dem nördlichen Brasilien erstbeschrieben.[7]
- Blechnum microphyllum (Goldm.) C.V.Morton: Sie kommt in Argentinien und in Chile vor.
- Blechnum moranianum A.Rojas: Sie wurde 2006 aus Costa Rica erstbeschrieben.[9]
- Blechnum nigrum A.Rojas nom. illeg.: Sie wurde 2006 ungültig aus Costa Rica erstbeschrieben.[9]
- Blechnum obtusatum (Labill.) Mett.: Sie ist ein Endemit von Neukaledonien.[6]
- Blechnum obtusum R.C.Moran & A.R.Sm: Sie wurde 2005 aus Venezuela erstbeschrieben.[10]
- Westlicher Rippenfarn (Blechnum occidentale L.): Er ist von Mexiko über Zentralamerika und auf Karibischen Inseln bis Südamerika weitverbreitet.[6]
- Blechnum orientale L. (Syn.: Blechnopsis orientalis (L.) C.Presl): Sie ist in China, Japan, im tropischen Asien, Australien und auf Inseln in Pazifik verbreitet.[1]
- Blechnum pacificum Lorence & A.R.Sm.[11] (Syn.: Parablechnum pacificum (Lorence & A.R.Sm.) Gasper & Salino)[12]: Sie wurde 2011 aus den Inseln des südlichen Pazifik erstbeschrieben.
- Blechnum penna-marina (Poir.) Kuhn (Syn.: Austroblechnum penna-marina (Poir.) Gasper & V.A.O.Dittrich). Sie kommt in Australien, Neuseeland, im südlichen Brasilien, in Bolivien, Chile und Argentinien vor.[6] Auch in Südgeorgien kommt diese Art vor. Nach ihr sind dort drei Berggipfel als Blechnum Peaks benannt worden. Mit zwei Unterarten:
  - Blechnum penna-marina subsp. alpinum (R.Br.) T.C.Chambers & P.A.Farrant
  - Seefeder[8]  (Blechnum penna-marina subsp. penna-marina)
- Blechnum ×rodriguezii Aguiar, Quintanilla & Amigo (Syn.: Austroblechnum ×rodriguezii (Aguiar, Quintanilla & Amigo) Gasper & V.A.O.Dittrich)[13] = Blechnum corralense Espinosa × Blechnum mochaenum G.Kunkel: Sie kommt in Chile vor.
- Blechnum serrulatum Richard: Sie kommt in Florida, in Zentral- und in Südamerika vor.[2]
- Rippenfarn (Blechnum spicant (L.) Sm., Syn.: Struthiopteris spicant (L.) Weis)
- Blechnum wattsii Tindale: Sie kommt in Australien vor.
- Blechnum yungense Ramos Giacosa (Syn. Lomariocycas yungensis (Ramos Giacosa) Gasper & A.R.Sm.): Sie wurde 2010 aus Argentinien und Bolivien erstbeschrieben.[14]